# قناص: إعادة تعبئة
قناص: إعادة تعبئة (بالإنجليزية: Sniper: Reloaded)‏ هو فيلم حركة تم إنتاجه في جنوب إفريقيا وألمانيا والولايات المتحدة وصدر سنة 2011 بطولة تشاد مايكل كولينز وبيلي زين وريتشارد سامل ومن إخراج كلاوديو فاه.

## القصة
يقرر نجل قناص شهير تعقب القناص الذي نصب كمينًا لفرقته عندما تم إرسالهم لإنقاذ مزارع أبيض في الكونغو.

## وصلات خارجية
قناص: إعادة تعبئة على موقع IMDb (الإنجليزية)
- قناص: إعادة تعبئة على موقع روتن توميتوز (الإنجليزية)
- قناص: إعادة تعبئة على موقع نتفليكس (الإنجليزية)
- قناص: إعادة تعبئة على موقع ألو سيني (الفرنسية)
- قناص: إعادة تعبئة على موقع أول موفي (الإنجليزية)
- قناص: إعادة تعبئة على موقع فيلمافينيتي (الإسبانية)
- قناص: إعادة تعبئة على موقع قاعدة بيانات الأفلام السويدية (السويدية)
- قناص: إعادة تعبئة على موقع قاعدة بيانات الفيلم (الإنجليزية)
- قناص: إعادة تعبئة على موقع ليتربوكسد (الإنجليزية)
- قناص: إعادة تعبئة على موقع كينوبويسك (الروسية)